# Жалпаксаз
Жалпаксаз (каз. Жалпақсаз) — село в Рыскуловском районе Жамбылской области Казахстана. Входит в состав Каракыстакского сельского округа. Код КАТО — 315035300.

## Население
В 1999 году население села составляло 457 человек (230 мужчин и 227 женщин). По данным переписи 2009 года, в селе проживало 430 человек (217 мужчин и 213 женщин).